# 392142 Solheim
392142 Solheim este o planetă minoră (asteroid) din centura de asteroizi. A fost descoperită pe 16 aprilie 2009 la Baldone⁠(d) de Kazimieras Černis⁠(d). 
Obiectul prezintă o orbită caracterizată de o semiaxă mare de 3,1123925185171 UAi, o excentricitate de 0,06, o înclinație de 9,8 ° în raport cu ecliptica.